# Jauni järv
Jauni järv (järv = See) ist ein 9 Hektar großer See auf der größten estnischen Insel Saaremaa im Kreis Saare. Nahe dem See liegt die namensgebende Gemeinde Jauni.